# Christian Henn
Christian Henn (n. Heidelberg; 11 de marzo de 1964), ciclista alemán, profesional entre 1989 y 1999, cuyos mayores éxitos deportivos los logró en la Vuelta a España, donde conseguiría 1 victoria de etapa en la edición de 1995, y en el Campeonato de Alemania de ciclismo en ruta que alcanzó en 1996.
Como ciclista amateur logró la medalla de bronce en la prueba de fondo en carretera de los Juegos Olímpicos de 1988 celebrados en Seúl.
Después de retirarse del ciclismo fue director deportivo del equipo Gerolsteiner y del Team Milram.
En 2007 fue uno de los antiguos ciclistas del conjunto Telekom que confesó haberse dopado durante su carrera deportiva tras haber consumido EPO.

## Palmarés
| 1988 - Tour de Rhénanie-Palatinat - 3.º en los Juegos Olímpicos en Ruta 1994 - Jayco Herald Sun Tour 1995 - 1 etapa en la Vuelta a España 1996 - Campeonato de Alemania en Ruta - 1 etapa en la Vuelta a Suecia | 1997 - Flecha de las Ardenas - 1 etapa en la Carrera de la Paz - Vuelta a Baviera, más 1 etapa - 1 etapa en la Vuelta a Dinamarca - Tour de Hesse 1998 - G.P. Breitling |

## Equipos
- Carrera Jeans (1989-1991)
- Telekom (1992-1999)